# دفترچه خاطرات یک بی‌عرضه: چله تابستون
دفترچه خاطرات یک بچه ی چلمن: روز های سگی (به انگلیسی: Diary of a Wimpy Kid: Dog Days) کتابی به گونهٔ ادبیات داستانی در سبک طنز و به صورت دفترچه خاطرات نوشته و به تصویر کشیده شده توسط جف کینی است. این کتاب، چهارمین کتاب از مجموعهٔ شش جلدی "دفترچه خاطرات یک بی‌عرضه" است. دیگه ذله شدم، به صورت ۲۲۱ صفحهٔ چاپی در ۱۲ اکتبر ۲۰۰۹ توسط انتشارات آمولت به چاپ رسید و ترجمه فارسی آن نیز توسط انتشارات متعددی چاپ شد . جف کینی، مثل کتاب‌های قبلی، هم این کتاب را به رشتهٔ تحریر درآورد و هم تصویرسازی آن را انجام داد. وی هم‌چنین یکی از دو طراح جلد کتاب نیز بود.